# Liste des présidents de l'Assemblée législative du Queensland
Cet article liste les présidents de l'Assemblée législative du Queensland.

## Liste
| Président            | District électoral     | Parti                            | Mandat                               | Notes                                                                                            |
| -------------------- | ---------------------- | -------------------------------- | ------------------------------------ | ------------------------------------------------------------------------------------------------ |
| Gilbert Eliott       | Wide Bay               |                                  | 22 mai 1860 - 13 juillet 1870        |                                                                                                  |
| Arthur Macalister    | Eastern Downs          |                                  | 15 novembre 1870 - 21 juin 1871      | Premier ministre du Queensland en 1866, 1866–1867 et 1874–1876.                                  |
| Frederick Forbes     | West Moreton           |                                  | 7 novembre 1871 - 1er septembre 1873 |                                                                                                  |
| William Henry Walsh  | Warrego                |                                  | 6 janvier 1874 - 20 juillet 1876     |                                                                                                  |
| Henry Edward King    | Ravenswood/Maryborough |                                  | 25 juillet 1876 - 26 juillet 1883    |                                                                                                  |
| William Henry Groom  | Drayton et Toowoomba   | Libéral                          | 7 novembre 1883 - 4 avril 1888       |                                                                                                  |
| Albert Norton        | Port Curtis            | Conservateur/« Ministérialiste » | 12 juin 1888 - 5 avril 1893          |                                                                                                  |
| Alfred Cowley        | Herbert                | « Ministérialiste »              | 25 mai 1893 - 15 février 1899        |                                                                                                  |
| Arthur Morgan        | Warwick                | « Ministérialiste »              | 16 mai 1899 - 15 septembre 1903      | Premier ministre du Queensland de 1903–1906, puis Président du Conseil législatif du Queensland. |
| Alfred Cowley        | Herbert                | Conservateur                     | 17 septembre 1903 - 11 avril 1907    |                                                                                                  |
| John Leahy           | Bulloo                 | Conservateur                     | 23 juillet 1907 - 20 janvier 1909    |                                                                                                  |
| Joshua Thomas Bell   | Dalby                  | Kidston/« Ministérialiste »      | 29 juin 1909 - 10 mars 1911          | Mort durant son mandat.                                                                          |
| William Armstrong    | Lockyer                | « Ministérialiste »/Libéral      | 11 juillet 1911 - 15 avril 1915      |                                                                                                  |
| William McCormack    | Cairns                 | Travailliste                     | 12 juillet 1915 - 9 septembre 1919   | Premier ministre de 1925 à 1929.                                                                 |
| William Lennon       | Herbert                | Travailliste                     | 9 septembre 1919 - 9 janvier 1920    | Devint Président du Conseil législatif du Queensland, puis Gouverneur du Queensland.             |
| William Bertram      | Maree                  | Travailliste                     | 9 janvier 1920 - 11 mai 1929         |                                                                                                  |
| Charles Taylor       | Windsor                | CPNP                             | 20 août 1929 - 11 juin 1932          |                                                                                                  |
| George Pollock       | Gregory                | Travailliste                     | 15 août 1932 - 24 mars 1939          | Mort durant son mandat.                                                                          |
| Edward Joseph Hanson | Buranda                | Travailliste                     | 8 août 1939 - 31 juillet 1944        |                                                                                                  |
| Samuel Brassington   | Balonne                | Travailliste                     | 1er août 1944 - 4 octobre 1950       | Mort durant son mandat.                                                                          |
| John Henry Mann      | Brisbane               | Travailliste                     | 10 octobre 1950 - 3 juillet 1957     |                                                                                                  |
| Alan Fletcher        | Cunningham             | Country                          | 27 août 1957 - 15 juin 1960          |                                                                                                  |
| David Nicholson      | Murrumba               | Country                          | 23 août 1960 - 25 mai 1972           | Président ayant exercé le plus longtemps.                                                        |
| Bill Lonergan        | Flinders               | Country/National                 | 2 août 1972 - 28 octobre 1974        |                                                                                                  |
| Jim Houghton         | Redcliffe              | National                         | 29 octobre 1974 - 4 juillet 1979     |                                                                                                  |
| Selwyn Muller        | Fassifern              | National                         | 8 août 1979 - 17 octobre 1983        |                                                                                                  |
| John Warner          | Toowoomba South        | National                         | 22 novembre 1983 - 1er novembre 1986 |                                                                                                  |
| Kev Lingard          | Fassifern              | National                         | 17 février 1987 - 24 novembre 1987   |                                                                                                  |
| Lin Powell           | Isis                   | National                         | 2 décembre 1987 - 5 juillet 1989     |                                                                                                  |
| Kev Lingard          | Fassifern              | National                         | 5 juillet 1989 - 2 novembre 1989     |                                                                                                  |
| Jim Fouras           | Ashgrove               | Travailliste                     | 27 février 1990 - 2 avril 1996       |                                                                                                  |
| Neil Turner          | Nicklin                | National                         | 2 avril 1996 - 13 juin 1998          |                                                                                                  |
| Ray Hollis           | Redcliffe              | Travailliste                     | 28 juillet 1998 - 21 juillet 2005    |                                                                                                  |
| Tony McGrady         | Mount Isa              | Travailliste                     | 9 août 2005 - 9 octobre 2006         |                                                                                                  |
| Mike Reynolds        | Townsville             | Travailliste                     | 10 octobre 2006 - 21 avril 2009      |                                                                                                  |
| John Mickel          | Logan                  | Travailliste                     | 21 avril 2009 - 14 mai 2012          |                                                                                                  |
| Fiona Simpson        | Maroochydore           | Libéral national                 | 15 mai 2012 - 24 mars 2015           |                                                                                                  |
| Peter Wellington     | Nicklin                | Indépendant                      | 24 mars 2015 - 25 novembre 2017      |                                                                                                  |
| Curtis Pitt          | Mulgrave               | Travailliste                     | 13 février 2018 - 26 novembre 2024   |                                                                                                  |
| Pat Weir             | Condamine              | Libéral national                 | 26 novembre 2024 - en cours          |                                                                                                  |